# Miss Supranacional 2013
Miss Supranacional 2013 fue la 5.ª edición del certamen Miss Supranacional, correspondiente al año 2013; la cual se llevó a cabo el 6 de septiembre en el Palacio de los Deportes de Minsk de la ciudad de Minsk, Bielorrusia. Candidatas de 83 países y territorios autónomos compitieron por el título. Al final del evento, Ekaterina Buraya, Miss Supranacional 2012 de Bielorrusia, coronó a Mutya Datul, de Filipinas, como su sucesora.

## Resultados
| Posiciones              | Candidata |
| ----------------------- | --- |
| Miss Supranacional 2013 | - Filipinas - Mutya Datul |
| Primera Finalista       | - México - Jacqueline Morales |
| Segunda Finalista       | - Turquía - Leyla Köse |
| Tercera Finalista       | - Indonesia - Cok Istri Krisnanda |
| Cuarta finalista        | - Islas Vírgenes de los Estados Unidos - Esonica Veira |
| Semifinalistas (Top 20) | - Australia - Esma Voloder - Bielorrusia - Veronika Chachina - Brasil - Raquel Benetti - Canadá - Suzette Hernandez - Gabón - Hilary Ondo - India - Vijaya Sharma - Letonia - Diana Kubasova - Luxemburgo - Héloïse Paulmier - Myanmar - Khin Wint Wah § - Polonia - Angelika Ogryzek - Puerto Rico - Desirée del Río - Rusia - Yana Dubnik - Tailandia - Thanyaporn Srisen - Ucrania - Kateryna Sandułowa - Venezuela - Annie Fuenmayor |

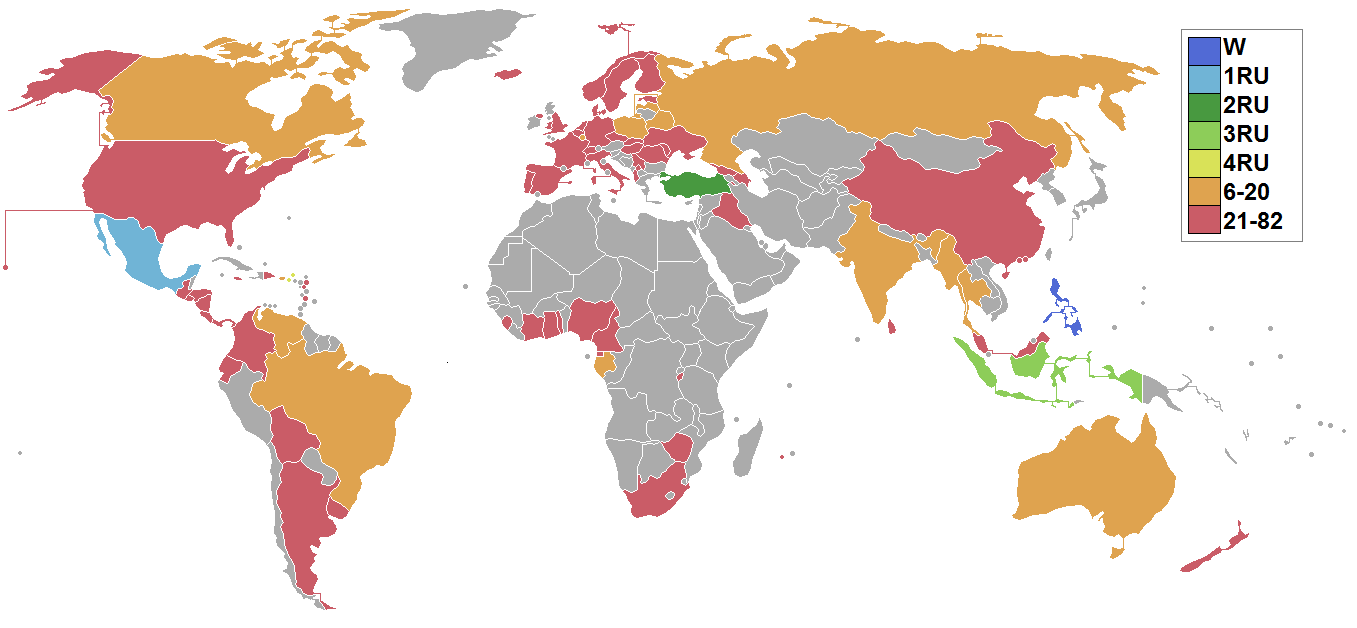
Mapa en el que se muestra las posiciones de las naciones competidoras en esta edición.

- § Votada por el público de todo el Mundo vía internet..

### Reinas Continentales
| Continente     | Candidata                         |
| -------------- | --------------------------------- |
| África         | - Gabón - Hilary Ondo             |
| América        | - Brasil - Raquel Benetti         |
| Asia y Oceanía | - Australia - Esma Voloder        |
| Europa         | - Bielorrusia - Veronika Chachina |

## Relevancia histórica del concurso
- Filipinas gana por primera vez Miss Supranacional.
- México obtiene la posición de primera finalista por primera vez.
- Turquía obtiene la posición de segunda finalista por primera vez.
- Indonesia obtiene la posición de tercera finalista por primera vez.
- Islas Vírgenes Americanas obtiene la posición de cuarta finalista por primera vez.
- Polonia clasifica por quinto año consecutivo.
- Bielorrusia y Puerto Rico clasifican por tercer año consecutivo.
- Canadá, Filipinas y Tailandia clasifican por segundo año consecutivo.
- Australia, Gabon, Indonesia, Islas Vírgenes Americanas, Luxemburgo, México, Myanmar y Turquía clasifican por primera vez en la historia del concurso.
- Brasil, India, Letonia y Ucrania clasificaron por última vez en 2011.
- Rusia y Venezuela clasificaron por última vez en 2010.
- Panamá y República Checa rompen una racha de clasificaciones consecutivas que mantenían desde 2010.
- Francia, Islandia, República Dominicana y Sudafrica rompen una racha de clasificaciones consecutivas que mantenían desde 2011.

## Premios Especiales
| Título               | Candidata                         |
| -------------------- | --------------------------------- |
| Mejor Traje Nacional | - Nicaragua - Alejandra Gross     |
| Mejor Cuerpo         | - Islandia - Fanney Ingvarsdóttir |
| Miss Fotogénica      | - Puerto Rico - Desirée del Río   |
| Miss Personalidad    | - Filipinas - Mutya Datul         |
| Miss Talento         | - Malasia - Nancy Markus          |
| Miss Top Model       | - Moldavia - Valeria Donu         |
| Miss Internet        | - Myanmar - Khin Wint Wah         |
| Miss Elegancia       | - Suecia - Sally Lindren          |
| Miss Congenialidad   | - Macao - Sarah Leyshan           |

## Candidatas
83 candidatas compitieron por el título:
(En la tabla se utiliza su nombre completo, los sobrenombres van entrecomillados y los apellidos utilizados como nombre artístico, entre paréntesis; fuera de ella se utilizan sus nombres «artísticos» o simplificados).
| País/Territorio                      | Candidata                             | Edad | Residencia             |
| ------------------------------------ | ------------------------------------- | ---- | ---------------------- |
| Albania                              | Deisa Shehaj                          | 17   | Tirana                 |
| Alemania                             | Jackeline Dobritzsch                  | 21   | Berlín                 |
| Argentina                            | Juliana Kawka                         | 20   | Ramos Mejía            |
| Australia                            | Esma Voloder                          | 21   | Melbourne              |
| Azerbaiyán                           | Samira Akmanova                       | 20   | Bakú                   |
| Bélgica                              | Karen Op't Eynde                      | 19   | Overijse               |
| Bielorrusia                          | Veronika Chachina                     | 17   | Homel                  |
| Bolivia                              | Wilma Teresa Talamás Melgar           | 20   | Magdalena              |
| Brasil                               | Raquel de Oliveira Benetti            | 25   | São Francisco de Paula |
| Camerún                              | Johanna Loïs Medjo Akamba             | 23   | Yaundé                 |
| Canadá                               | Suzette Aquino Hernandez              | 27   | Vancouver              |
| China                                | Liu Qiang                             | 18   | Pekín                  |
| Colombia                             | Isabel Cristina Asprilla Rentería     | 24   | Bahía Solano           |
| Costa de Marfil                      | Reine Victoire Aka                    | 20   | Yamusukro              |
| Costa Rica                           | Olga Elena Correa Usuga               | 22   | San José               |
| Dinamarca                            | Alexandria Eissinger                  | 23   | Roskilde               |
| Ecuador                              | Giuliana Giselle Villavicencio Freire | 23   | Guayaquil              |
| El Salvador                          | Metzi Gabriela Solano Jiménez         | 23   | Santa Ana              |
| España                               | Eva Rogel                             | 23   | Lucena                 |
| Estados Unidos                       | Kristy Abreu                          | 19   | Yonkers                |
| Estonia                              | Xenia Likhacheva                      | 24   | Tallin                 |
| Filipinas                            | Mutya Johanna Fontiveros Datul        | 21   | Santa María            |
| Finlandia                            | Asal Bargh                            | 26   | Helsinki               |
| Francia                              | Camille René                          | 18   | Fort-de-France         |
| Gabón                                | Hilary Marcy Ondo                     | 18   | Oyem                   |
| Gales                                | Fallon Robinson                       | 18   | Cardiff                |
| Georgia                              | Nino Gulikashvili                     | 21   | Tiflis                 |
| Ghana                                | Getty Baffoa                          | 23   | Acra                   |
| Guadalupe                            | Élodie Odadan                         | 17   | Basse-Terre            |
| Guatemala                            | Ana Beatriz Rodas Vásquez             | 22   | Ciudad de Guatemala    |
| Guinea Ecuatorial                    | Lisa Cristina Ngonde Mbuanangongo     | 19   | Malabo                 |
| Haití                                | Manouchka Luberisse                   | 26   | Puerto Príncipe        |
| Honduras                             | Andrea Nicole López Mallorquín        | 18   | Siguatepeque           |
| Hong Kong                            | Sisi Wang                             | 21   | Hong Kong              |
| Hungría                              | Anett Szigethy                        | 17   | Budapest               |
| India                                | Vijaya Sharma                         | 20   | Nueva Delhi            |
| Indonesia                            | Cok Istri Krisnanda Widani            | 21   | Tabanan                |
| Inglaterra                           | Rachel Sophia Adina Christie          | 25   | Londres                |
| Irak                                 | Klaodia Jamal Khalaf                  | 23   | Bagdad                 |
| Irlanda del Norte                    | Chloe Marsden                         | 18   | Belfast                |
| Islandia                             | Fanney Ingvarsdóttir                  | 22   | Garðabær               |
| Islas Vírgenes de los Estados Unidos | Esonica Mictecia Veira                | 24   | Charlotte Amalie       |
| Italia                               | Laura Piras                           | 21   | Cagliari               |
| Jamaica                              | Maurita Sharlene Alma Robinson        | 23   | Kingston               |
| Kosovo                               | Ramela Koleci                         | 23   | Pristina               |
| Letonia                              | Diana Kubasova                        | 24   | Riga                   |
| Luxemburgo                           | Héloïse Paulmier                      | 18   | Luxemburgo             |
| Macao                                | Sarah Leyshan                         | 26   | Ciudad de Macao        |
| Malasia                              | Nancy Markus                          | 23   | Kuala Lumpur           |
| Martinica                            | Cindy Jolie                           | 22   | Fort-de-France         |
| México                               | Jacqueline Alejandra Morales Pérez    | 22   | Zapotlanejo            |
| Moldavia                             | Valeria Donu                          | 19   | Chisináu               |
| Myanmar                              | Khin Wint Wah                         | 18   | Rangún                 |
| Nicaragua                            | María Alejandra Gross Rivera          | 19   | Managua                |
| Nigeria                              | Neri Esosa Omoregie                   | 23   | Ciudad de Benín        |
| Noruega                              | Marie Virgenia Cecilie Molo Peter     | 22   | Fredrikstad            |
| Nueva Zelanda                        | Chanè Berghorst                       | 21   | Auckland               |
| Países Bajos                         | Leila Onome Aigbedion                 | 21   | Heemskerk              |
| Panamá                               | Yinnela Yohan Yero Torres             | 23   | Ciudad de Panamá       |
| Polonia                              | Angelika Natalia Ogryzek              | 21   | Szczecin               |
| Portugal                             | Bruna Filipa Monteiro                 | 21   | Braganza               |
| Puerto Rico                          | Desirée del Río de Jesús              | 27   | Bayamón                |
| República Checa                      | Lucie Klukavá                         | 20   | Ostrava                |
| República Dominicana                 | Alba Marina Aquino Marte              | 21   | Higüey                 |
| República Eslovaca                   | Luciána Čvirková                      | 19   | Bratislava             |
| Reunión                              | Julie Nauche                          | 25   | Saint-Denis            |
| Ruanda                               | Aurore Mutesi Kayiranga               | 21   | Kigali                 |
| Rumania                              | Natalia Rus                           | 17   | Maramureș              |
| Rusia                                | Yana Dubnik                           | 22   | Novosibirsk            |
| Serbia                               | Tanja Cupic                           | 20   | Belgrado               |
| Sierra Leona                         | Suad Dukuray                          | 22   | Freetown               |
| Sri Lanka                            | Gayesha Lakmali Perera                | 25   | Colombo                |
| Sudáfrica                            | Natasha Claire Pretorius              | 25   | Ciudad del Cabo        |
| Suecia                               | Sally Assi Elaine Linnéa Lindren      | 18   | Estocolmo              |
| Suiza                                | Joana Loureiro                        | 25   | Berno                  |
| Surinam                              | Jaleeza Weibolt                       | 20   | Paramaribo             |
| Tailandia                            | Thanyaporn Srisen                     | 25   | Bangkok                |
| Togo                                 | Gertrude Armande Akumah               | 22   | Lomé                   |
| Turquía                              | Leyla Köse                            | 21   | Nevşehir               |
| Ucrania                              | Kateryna Sandułowa                    | 23   | Kiev                   |
| Uruguay                              | Agustina Mederos Rodríguez            | 21   | Montevideo             |
| Venezuela                            | Annie Marie Fuenmayor Fuenmayor       | 22   | Maracaibo              |
| Zimbabue                             | Lungile Mathe                         | 23   | Harare                 |

### Candidatas retiradas
- Argelia - Sarah Tarchid
- Bahamas - Lataj Henfield
- Belice - Jessel Monique Lauriano
- Botsuana - Shine Tlape
- Cuba - Liz Valdez
- Curazao - Xiohenne Renita
- Escocia - Gemma Susan Palmer
- Etiopía - Nardos Kinde
- Israel - Shelly Regev
- Japón - Sayaka Ishii
- Lituania - Migle Latusenkaite
- Malta - Alison Galea Valleta
- Namibia - Salmi Nambinga
- Tanzania - Winfrida Dominic
- Vietnam - Jewaria Gazaele Luu

### Candidatas reemplazadas
- Colombia - Tatiana Macea Dávila fue reemplazada por Isabel Cristina Asprilla Rentería.
- Gabón - Vanessa Lemani fue reemplazada por Hilary Marcy Ondo.
- Guadalupe - Leila Lapin fue reemplazada por Élodie Odadan.
- Jamaica - Chavoy Gordon fue reemplazada por Maurita Sharlene Alma Robinson.
- República Dominicana - Carolyn Hawa fue reemplazada por Alba Marina Aquino Marte.
- Serbia - Amanda Manasievski fue reemplazada por Tanja Cupic.
- Suecia - Sabina Claeson fue reemplazada por Sally Assi Elaine Linnéa Lindren.
- Uruguay - Lorena Romaso fue reemplazada por Agustina Mederos Rodríguez.

## Datos acerca de las delegadas
- Algunas de las delegadas de Miss Supranacional 2013 han participado en otros certámenes internacionales de importancia:
  - Gayesha Perera (Sri Lanka) participó sin éxito en Miss Internacional 2006 y Miss Turismo Queen Internacional 2009 y semifinalista en Miss Asia Pacifico Mundo 2012.
  - Diana Kubasova (Letonia) participó sin éxito en Miss Tierra 2009, ganadora de Miss All Nations 2010, Miss Apollon 2014 y Miss Multiverse 2018, primera finalista en Miss Bikini Internacional 2010, segunda finalista en Miss Asia Pacifico Mundo 2012 y semifinalista en Miss Intercontinental 2012 y Miss Bikini Universo 2013.
  - Fanney Ingvarsdóttir	(Islandia) participó sin éxito en Miss Mundo 2010.
  - Chanè Berghorst (Nueva Zelanda) participó sin éxito en Miss Teen World 2010.
  - Elena Correa (Costa Rica) participó sin éxito en Miss Bikini Internacional 2011, Miss Model of the World 2011, ''Miss Turismo Queen of the Year Internacional 2011, Miss Latinoamérica 2012 y Miss Universo 2017.
  - Xenia Likhacheva (Estonia) participó sin éxito en Miss Tierra 2011, Miss Internacional 2012, Miss Turismo Internacional 2012 y Miss Friendship Internacional 2019.
  - Esonica Veira (Islas Vírgenes de los Estados Unidos) fue semifinalista en Miss Mundo 2011 y participó sin éxito en Miss Tierra 2014 y Miss Universo 2017.
  - Angelika Ogryzek (Polonia) participó sin éxito en Miss Mundo 2011 y semifinalista en Miss Grand Internacional 2014.
  - Bruna Monteiro (Portugal) participó sin éxito en Miss Turismo Queen of the Year Internacional 2011, segunda finalista en Supermodel Internacional 2012 y cuarta finalista en Miss Exclusive of the World 2014.
  - Desirée del Río (Puerto Rico) fue tercera finalista en Miss Internacional 2011 y cuarta finalista en Miss Turismo Mundo 2013.
  - Natasha Pretorius (Sudáfrica) participó sin éxito Miss Humanidad Internacional 2011 y Miss Turismo Planeta 2013.
  - Jackeline Dobritzsch (Alemania) participó sin éxito en Miss Globe 2012.
  - Manouchka Luberisse (Haití) participó sin éxito en Miss Global Internacional 2012.
  - Héloïse Paulmier (Luxemburgo) participó sin éxito en Miss Turismo Internacional 2012.
  - Virgenia Molo (Noruega) participó sin éxito en Miss Humanidad Internacional 2012.
  - Isabel Asprilla (Colombia) fue ganadora del Reinado Internacional de la Panela 2013 y cuartofinalista en	Miss Model of the World 2014.
  - Alexandria Eissinger (Dinamarca) participó sin éxito en Miss Intercontinental 2013.
  - Kristy Abreu (Estados Unidos) participó sin éxito en Top Model of The World 2013.
  - Hilary Ondo (Gabón) fue primera finalista Miss Turismo Mundo 2013.
  - Lucie Klukavá (República Checa) fue cuartofinalista en Miss Turismo Internacional 2013.
  - Esma Voloder (Australia) ganó Miss Globe Internacional 2014 y participó sin éxito en Miss Mundo 2017.
  - Raquel Benetti (Brasil) fue sexta finalista en Reina Hispanoamericana 2014.
  - Ana Rodas (Guatemala) participó sin éxito en Miss Globe Internacional 2014.
  - Klaodia Khalaf (Irak) participó sin éxito en Miss Intercontinental 2014 y Miss Grand Internacional 2016.
  - Alejandra Gross (Nicaragua) participó sin éxito en Miss Grand Internacional 2014.
  - Yana Dubnik (Rusia) fue semifinalista en Miss Grand Internacional 2014.
  - Karen Op't Eynde (Bélgica) participó sin éxito en Miss Mermaid Internacional 2015.
  - Leila Aigbedion (Países Bajos) fue semifinalista en Supermodel Internacional 2016.
  - Metzi Solano (El Salvador) participó sin éxito en Miss Mundo 2018 y Miss Intercontinental 2019.

## Sobre los países en Miss Supranacional 2013

### Naciones debutantes
- Australia
- Argentina
- Costa de Marfil
- Ghana
- Guadalupe
- Indonesia
- Jamaica
- Luxemburgo
- Macao
- Malasia
- Martinica
- Myanmar
- Nicaragua
- Reunión
- Sierra Leona
- Sri Lanka
- Suiza
- Uruguay

### Naciones que regresan a la competencia
Compitió por última vez en 2009:
- Azerbaiyán

Compitieron por última vez en 2010:
- Camerún
- China
- Guatemala
- Haití
- Irak
- Italia
- México

Compitieron por última vez en 2011:
- Colombia
- El Salvador
- Finlandia
- Guinea Ecuatorial
- Hong Kong
- Islas Vírgenes de los Estados Unidos
- Letonia
- Moldavia
- Nueva Zelanda
- Países Bajos
- República Eslovaca
- Rusia
- Togo
- Ucrania
- Zimbabue

### Naciones que se retiran de la competencia
- Belice
- Bosnia y Herzegovina
- Cuba
- Escocia
- Eslovenia
- Israel
- Lituania
- Macedonia
- Namibia
- Montenegro
- Vietnam